# Türkischer Bergsteigerverband
Der Türkische Bergsteigerverband (türkisch Türkiye Dağcılık Federasyonu; TDF) wurde 1936 gegründet. Gründer und erster Präsident war Latif Osman Çıkıgil. Der Berg- und Wintersportverband, und der Berg- und der Skiverband wurden am 21. Juli 1966 getrennt. 1966 gründete sich der Türkische Bergsteigerverband Türkiye Dağcılık Federasyonu, Gründer war İsmet Ülker. Erster Präsident wurde Latif Osman Çıkıgil.
Der TDF ist seit 1967 UIAA-Mitglied. Er ist außerdem Mitglied der Balkan Mountaineering Union seit deren Gründung im Jahr 2009.

## Abteilungen
- Bergsteigen
- Sportklettern
- Skifahren
- Bergwanderer und Wanderführer

## Präsidenten
Eine chronologische Übersicht über alle Präsidenten des Vereins seit 1936.
| Amtszeit  | Präsident           |
| --------- | ------------------- |
| 1936–1941 | Latif Osman Çıkıgil |
| 1941–1944 | Nizamettin Kırşan   |
| 1944–1966 | Asım Kurt           |
| 1966–1973 | Latif Osman Çıkıgil |
| 1973–1976 | Bozkurt Ergör       |

| Amtszeit  | Präsident         |
| --------- | ----------------- |
| 1977–1978 | Güner Ünal        |
| 1978–1979 | Muzaffer Tıraş    |
| 1980–1990 | Abdulmecit Doğru  |
| 1990–1992 | Erdem Büyükbingöl |
| 1993–1995 | A. Tayfun Tercan  |

| Amtszeit  | Präsident          |
| --------- | ------------------ |
| 1996–1997 | Ziya Mengenecioğlu |
| 1997–2016 | Alaattin Karaca    |
| Seit 2016 | Ersan Başar        |